# Krnín
Krnín je malá vesnice, část obce Chlumec v okrese Český Krumlov. Nachází se asi 1 km na východ od Chlumce. Je zde evidováno 14 adres.
Krnín leží v katastrálním území Chlumec o výměře 3,24 km².

## Historie
První písemná zmínka o vesnici pochází z roku 1395.
Roku 1395 prodal Jindřich z Rožmberka část Krnína o velikosti čtyř lánů, po několika převodech se stal vlastníkem tohoto majetku krumlovský prelát. Dolní část Krnína patřila Holkovcům z Holkova. Roku 1513 prodal poslední Holkovec Matěj zbytek svého panství Jiříku Kunáši z Machovic. Machovický rod držel tento majetek do roku 1757, kdy se dostal do vlastnictví zlatokorunského kláštera. Po zrušení kláštera dne 10. listopadu 1785 přešla pak tato část Krnína k panství krumlovskému.

## Památky
Krnín byl v roce 1995 vyhlášen vesnickou památkovou zónou. Zemědělská usedlost čp. 3 je od července 2010 národní kulturní památkou a venkovská usedlost čp. 1 je kulturní památkou.